# Anurophorus massoudi
Anurophorus massoudi is een springstaartensoort uit de familie van de Isotomidae. De wetenschappelijke naam van de soort is voor het eerst geldig gepubliceerd in 1970 door Poinsot.